# Key West, Florida
 Key West là một thành phố thuộc quận Monroe, Florida, Hoa Kỳ. Key West cách 129 dặm (208 km) về phía tây nam của Miami, Florida,
Thành phố bao gồm các đảo Key West, một phần của đảo Cổ về phía bắc Mỹ 1 (đường Overseas Highway) (phía đông), Sigsbee Park (phía bắc, ban đầu được gọi là Dredgers Key), Fleming chính (phía Bắc), và Sunset Key (phía tây, ban đầu được gọi là Đảo Tank). Cả hai Fleming Key và Sigsbee Park thuộc của Trạm Không quân Hải quân Key West và không cho người dân tiếp cận. Key West là quận lỵ của Monre.